# 구로다 기요타카
구로다 기요타카(일본어: 黒田清隆, 1840년 11월 9일 ~ 1900년 8월 23일)는 일본의 무관이자 정치인이다.
통칭은 나카타로 료스케로 제2대 내각총리대신(재직 1888년 4월~ 1889년 10월)을 담당했으며, 계급은 육군 중장. 위계 훈등 작위는 종1위 대훈위 백작. 겐로(元老).

## 사적 요약
사쓰마의 번사로서 막말에 삿초 동맹(薩長同盟)을 위해 분주, 1868년부터 1869년의 보신 전쟁 때에는 호쿠에쓰(北越)부터 쇼나이(庄内)까지의 호쿠리쿠 전선과, 하코다테 전쟁에 참모로서 지휘를 맡았다. 개척차관, 후에 개척장관으로서 1870년부터 1882년까지 홋카이도의 개척을 지휘했다. 개척사의 톱을 겸임하면서, 정부 수뇌로 도쿄에 주재하여, 1876년에 강화도에서 조일수호조규를 체결, 1877년의 세이난 전쟁에는 구마모토성의 포위를 푸는 데 공을 세웠다. 익년에 오쿠보 도시미치가 암살되자, 사쓰마의 중진이 되었다. 그러나 개척사의 폐지 직전에 개척사 관유물 불하 사건을 일으켜 지탄받았다. 메이지 21년(1888년) 4월부터 내각총리대신(內閣總理大臣), 재임 중에 일본 제국 헌법의 발포가 이루어졌으나, 조약교섭에 실패하여 익년에 사임했다. 그 후 원로가 되어, 추밀고문관, 체신 대신, 추밀원 의장을 역임했다.

## 전반생(前半生)

### 막말(幕末)기의 활약상
덴포 11년(1840년)에 사쓰마 가고시마 성 밑에서 사쓰마의 번사인 구로다 나카자에몬 기요유키의 장남으로 태어났다. 구로다 가문의 녹봉은 4석이었다.
성장하여 포수가 되었다. 분큐 2년(1862년) 6월 나마무기 사건(사쓰마의 무사가 영국인을 살상한 사건)에는 수행하던 1인으로 말해지고 있으나, 스스로는 무기를 휘두르지 않고 검을 뽑으려는 사람을 말렸다고 한다. 또 구로다 자신은 지켄류-(示現流) 문하에서도 유수한 솜씨로, 후년 종가의 토고 시게하시에게 전수받았다.
분큐 3년인 1863년, 사쓰마와 영국의 전쟁(사쓰에이 전쟁)에 참전한 후, 에도에서 철포를 배우고, 전수받았다. 게이오 3년(1866년)의 삿쵸동맹 때에는 맹약 전에 사쓰마 사자의 자격으로 쵸슈(長州)로 가, 동맹을 설득하고, 오사카로 사이고 다카모리와 가쓰라 고고로의 대면을 실현시킨 후, 다시 조슈번에 사자로 갔다.

### 전쟁
그의 중장년기에 일본 국내에서는 보신 전쟁과 하코다테 전쟁으로 말미암아 정세가 매우 불안정했다. 그는 이들 전쟁에서의 대활약으로 정계의 거물(巨物)로 성장할 수 있었다.

### 보신전쟁
게이오 5년(1868년)의 토바후시미의 전투에는 사쓰마번의 소총 제1대장으로서 싸웠다. 동년 3월, 호쿠리쿠의 진무총독인 다카쿠라 나가치사(高倉永祜)의 참모로 야마가타 아리토모와 함께 임명되었다. 호쿠에쓰 전쟁 때에는 구로다는 나가오카 번을 항복시키고, 가와이 쓰구노스케(河井継之助)를 등용해야 한다고 생각해, 카와이에 서간을 보냈으나 닿지않았다. 나가오카 성을 점령한 때, 구로다는 해로 니이가타에 나와 적의 배후를 위협하고, 무기와 탄약의 보급을 끊는 작전을 세워, 야마가타에 관군 주력을 위탁해 스스로는 마쓰가자키에 상륙했다. 그때 나가오카 성이 야습되어, 관군주력은 일시 해주했으나, 구로다는 시바타(新発田)항을 항복시키고, 니가타를 점령하여 소기의 목표를 달성했다.
에치고(越後)의 전투가 끝나자, 구로다는 아키타에 상륙하여, 쇼나이를 배후로부터 공략하는 작전을 세웠다. 거기에 사이고 다카모리가 합류하여 아키타 번의 피폐를 알리고, 요네자와를 처음 공격하도록 변경했다. 사이고와 구로다는 관대책으로 접근하여, 요네자와 번과 쇼나이 번을 귀순시켰다. 9월 27일에 쇼나이의 쓰루가오카성을 접수해 그 방면의 전투를 끝냈다.

### 하코다테 전쟁
일단 가고시마로 돌아가서 익년인 메이지 2년(1869년) 1월에 군무관에 임명되었다. 하코타테 전쟁이 시작되자, 구로다는 2월에 시미즈다니 킨나루 중장의 참모를 명받아, 3월에 도쿄에서 출발했다. 도중, 미야코 항에 정박하던 중에 미야코 항 해전에 임했다. 4월 9일에 상륙한 야마다 아키요시(후일 니혼 대학 창시자)를 이어, 구로다도 19일에 에사시에 상륙하여 구 막부군과의 최후의 전투의 총지휘를 맡았다. 5월 구막부군이 하코타테에 쫓기고 있는 것을 보고, 조명을 위해서 내부 공작을 수배했다. 11일에 하코타테 총공격에는, 스스로 소수의 병을 이끌고 배후의 하코다테 산을 점령하고, 적을 고료가쿠에 몰아넣었다. 에노모토 다케아키에게 항복을 권해, 17일 항복시켰다.
전후는 에노모토 조명을 강하게 요구하여, 엄벌을 요구하는 자와의 사이에서 길게 대립했다. 그는 조명을 위해서 삭발 투쟁까지 한 일이있다. 에노모토 문제는 메이지 5년 (1872년) 1월 6일에 간신히 에노모토 등의 근신, 그 외의 석방으로 해결됐다.

## 후반생(後半生)

### 개척사
전후 얼마 되지 않아, 메이지 2년(1869년) 11월 22일에 구로다는 나카야마 세이와 결혼했다. 가라후토로 러시아의 압력이 증가되고 있었기에 메이지 3년(1870년) 5월에 가라후토부임의 개척차관이 되었다. 7월부터 가라후토를 향해, 현지의 러시아 관리와의 관계를 조정하고, 홋카이도를 시찰, 귀경했다. 10월 20일에 건의하여 가라후토는 3년도 아깝지 않다고 하여 홋카이도의 개척에 정신을 쏟지 않으면 안된다고 논했다.
메이지 4년(1871년) 1월부터 5월까지, 미합중국과 유럽 대륙을 여행했다. 여행 도중에 미국의 농무장관 호레스 케프론이 구로다를 만나 고문을 보낼 것을 승낙, 다른 다수의 고용 외국인의 초청의 길을 열었다. 귀국 후인 10월 15일에 개척사 장관였던 히가시쿠제 미치토미가 사임한 후에 차관인 채로 개척사의 정점에 올랐다. 메이지 7년(1874년) 6월 23일, 육군 중장이 되었다. 홋카이도 둔전헌병사무총리를 명받았다. 동년 8월 2일, 참모 겸 개척장관이 되었다. 구로다는 에노모토 등 하코타테에 항복했던 구 막신(幕臣)을 개척사에 등용했다.
구로다는 케프론의 헌책에 기초하여 기반정비사업을 일으켰으나, 금세 지출초과를 불렀다. 거기에 고려한 구로다는, 메이지 6년(1873년)에 사업을 축소하고, 즉효성을 구하는 농업진흥에 중점을 옮겼다.

### 정한론과 세이난 전쟁
메이지 6년에 정한론이 제기되어, 구로다는 내치 중심의 입장에서 사이고등에 반대했다. 메이지 7년(1874년) 타이완 침공에도 러시아의 협박과 위협을 들어 불가의 입장을 들었다. 침공 직후에는 청나라와의 전면전을 피하기 위해, 발빠르게 교섭에 들어갈 것을 주장했다. 그 해의 러시아와 교섭에서, 구로다는 에노모토 다케아키를 사절로 추천해 재가를 받았다. 에노모토가 특명 전권 공사로서 가라후토, 치시마(千島) 교환 조약의 교섭과 체결에 임했다. 구로다 쪽은 운양호 사건을 계기로 동년 2월에 조선과 교섭하는 전권 변리 대신이 되어, 병자수호조규를 체결했다.
가라후토와 지시마는 개척사의 관할이었기에, 수리와 명도(明渡)는 구로다의 직무였다. 그때 구로다는 가라후토 아이누를 홋카이도에 강제이주시켰다. 삿포로 본청을 맡고있던 마쓰모토 주로는 강제 이주에 반대해서 사임했다.
메이지 10년(1877년)에 세이난 전쟁이 일어나자, 구로다는 2월에 해로로 가고시마에 이르러 그곳을 확보하고, 일단 나가사키에 귀환했다. 3월 14일에 정토 참모에 임명되었다. 그때 구마모토 성은 포위되어, 북으로부터 오는 야마가타 아리토모의 주력군이 해위전에 고전하고있었다. 구로다는 적의 배후에 도달하기 위해 야쓰시로 부근에 상륙해, 3월 30일부터 교전을 시작해, 전진을 이어가 4월 15일에 구마모토성에 들어갔다. 다음 16일, 야마가타와 합류했다. 당일에 스스로가 사임을 청하였다. 23일 사임 명령을 받았다. 개척사로 구로다가 육성한 둔전병은 교대로 전선에 도착하여, 이후의 전투에 활약했다.

### 사쓰마 번 중신
메이지 11년(1878년) 3월 28일, 아내 세이가 폐병으로 죽었다. 그 때, “구로다가 술 취해서 아내를 죽인 것이다”는 소문이 들었기에, 다이케이시(大警視) 가와지 도시요시(일본 경찰의 아버지라 불림)는 세이의 묘를 열어, 병사였다는 점을 확인했다. 여기에 대해서는 가와지도 사쓰마 출신으로, 구로다를 두둔하기 위해서였다는 견해도 있다. 구로다는 그 때부터 술에 지나치게 취하는 일이 많고, 취했다면 노기를 내는 일이 있었다. 동년 5월에 오쿠보 도시미치가 암살되자, 구로다는 사츠마 번의 최강자가 되었다.
메이지 14년(1881년)에 개척사의 폐지 방침이 굳어지고, 구로다는 개척사의 관영 사업의 유지를 위해, 관리를 퇴직하게 하고 기업을 일으켜, 거기에 관영사업의 설비를 불하하는 계획을 세웠다. 그때 사업이 적자인 이유에서 상식적으로 없는 저가를 매겼다. 구로다는 사업에는 사익으로 움직이지 않고 관리 출신자를 지명해야 한다고 우우(優遇)를 옹호했지만, 불하의 규칙을 만든 오쿠마 시게노부가 반대했다. 구로다의 불하 계획이 신문에 보도되자, 사노는 그것을 사쓰마 출신의 정치 상인인 고다이 도모아쓰의 음모에 의한 것으로 격렬히 비난했다. “오쿠마가 정보를 흘린 탓이다”고 생각한 이토 히로부미와 구로다 기요타카 등의 삿쵸 군벌은 메이지 14년의 정변으로 오쿠마를 실각시켰지만 불하는 중지되어, 구로다는 개척 장관을 사임하고 내각 고문의 한직으로 물러났다.
추문과 의옥사건은 후에까지 세인에게 기억되어 구로다의 명성을 상처입혔다. 하지만 사쓰마번의 중진이라는 점은 변함이 없어, 메이지 20년(1887년)에 일본 제국의 초대 내각인 제1차 이토 내각(伊藤內閣)의 농상무 대신(農商務大臣)이 되고, 이토의 뒤를 받아 메이지 21년(1888년) 4월에 두 번째의 내각총리대신이 되었다. 재임 중 가장 큰 사건은 일본 제국 헌법의 발포였으나, 구로다 자신은 제헌(製憲)에 깊게 관여하지 않았다. 헌법이 공포된 다음날 로쿠메이칸에서 열린 지방장관회의에 참석한 구로다는 "정부는 의회, 정당의 의사에 제약되는 것 없이 독자성을 관철해야 한다"는 내용의, 이른바 '초연주의'를 표명하는 연설을 행하였다.
구로다 내각은 오쿠마 시게노부가 주도한 불평등 조약 개정 교섭의 실패 탓에 오쿠마가 습격당해 메이지 22년(1889년) 10월 와해되었다. 개정의 조규에 외국인의 재판관을 둔다는 다른 불평등을 지니고 있었던 것이, 국내의 반대를 받게 되었다(사임 후 2개월간 당시에 나이다이진(內大臣)이었던 산조 사네토미가 수상을 겸임). 또한, 그 때에 조약 개정안에 반대한 이노우에 가오루에 대한 울적함 탓에 술에 취한 채 이노우에(井上)의 저택 내에 잠입한 사건(1889년 12월 15일 심야)을 일으켜 정부 내에서 비난을 뒤집어쓰고 근신했다.

### 만년
실각 이후, 구로다는 추밀고문관이 되었다. 메이지 25년(1892년) 8월 8일, 제2차 이토 내각의 체신 대신(遞信大臣)이 되었다. 이토 내각 하에서 청일전쟁이 일어났으나, 특별한 활동 없이 메이지 28년(1895년)에 추밀원 의장(樞密院議長)이 되었다. 메이지 26년 (1893년)부터 건강 악화가 겹쳐, 사무에 지장을 주는 일이 많아졌다. 메이지 33년(1900년) 8월 23일, 뇌출혈로 사망했다. 장의위원장은 에노모토 다케아키였다.
사쓰마 번의 중진이라고는 하나, 추문과 의옥 사건으로 말년에는 붕 뜬 신세가 되어 동향의 사람들은 떨어져 나갔다. 대신해 옛 막부의 신하와의 교제가 농밀(濃密)해져서, 특히 외교 분야에서는 에노모토 다케아키를 중용하게 되었다. 그의 죽음 즈음해서 에노모토가 장의위원장을 맡았다고 하는 것을 보면, 사쓰마 사람들의 그에 경원(敬遠)을 알 수 있다.

## 같이 보기
- 강화도 조약
- 청일전쟁
- 이토 히로부미
- 사이고 다카모리
- 보신전쟁
- 사쓰마번
- 세이난 전쟁
- 에노모토 다케아키
- 구로다 내각